# Missioni popolari
Le missioni popolari, ovvero al popolo (in latino missiones ad populum, cioè missioni al Popolo di Dio, contrapposte alle missiones ad gentes, rivolte ai "gentili", ai non cristiani) o interne, sono una forma di evangelizzazione straordinaria finalizzata a ravvivare la fede delle comunità cattoliche. Sono dirette alla popolazione di un determinato territorio (una o più parrocchie) e sono generalmente predicate da comunità religiose (cappuccini, gesuiti, vincenziani, passionisti, redentoristi...). Hanno una durata variabile (generalmente, una o due settimane) e sono una sintesi di predicazione, esercizi spirituali, catechesi, celebrazione dei sacramenti della riconciliazione e dell'eucaristia, pratiche devozionali e penitenziali.

## Storia

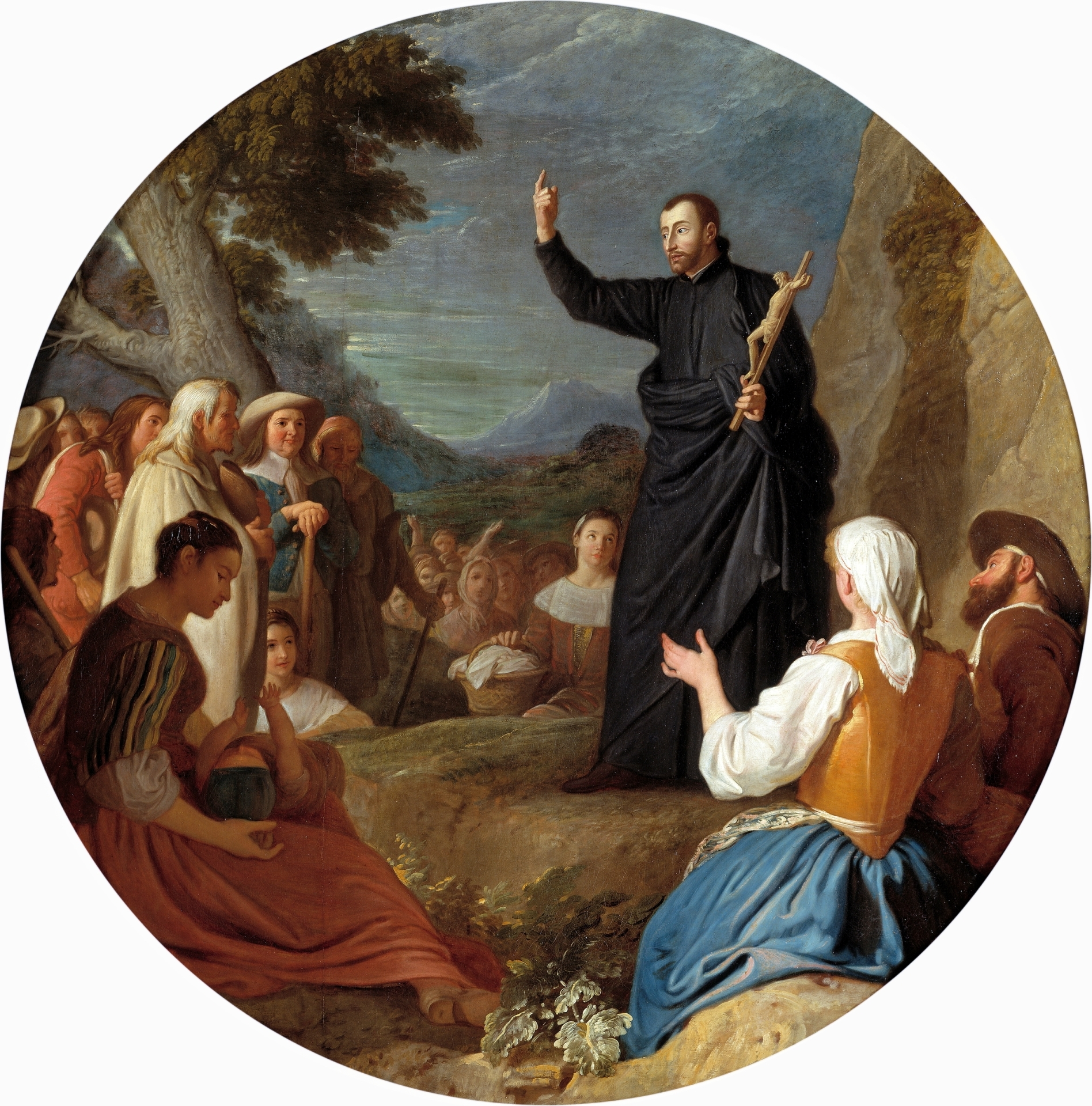
San Giovanni Francesco Régis predica le missioni al popolo

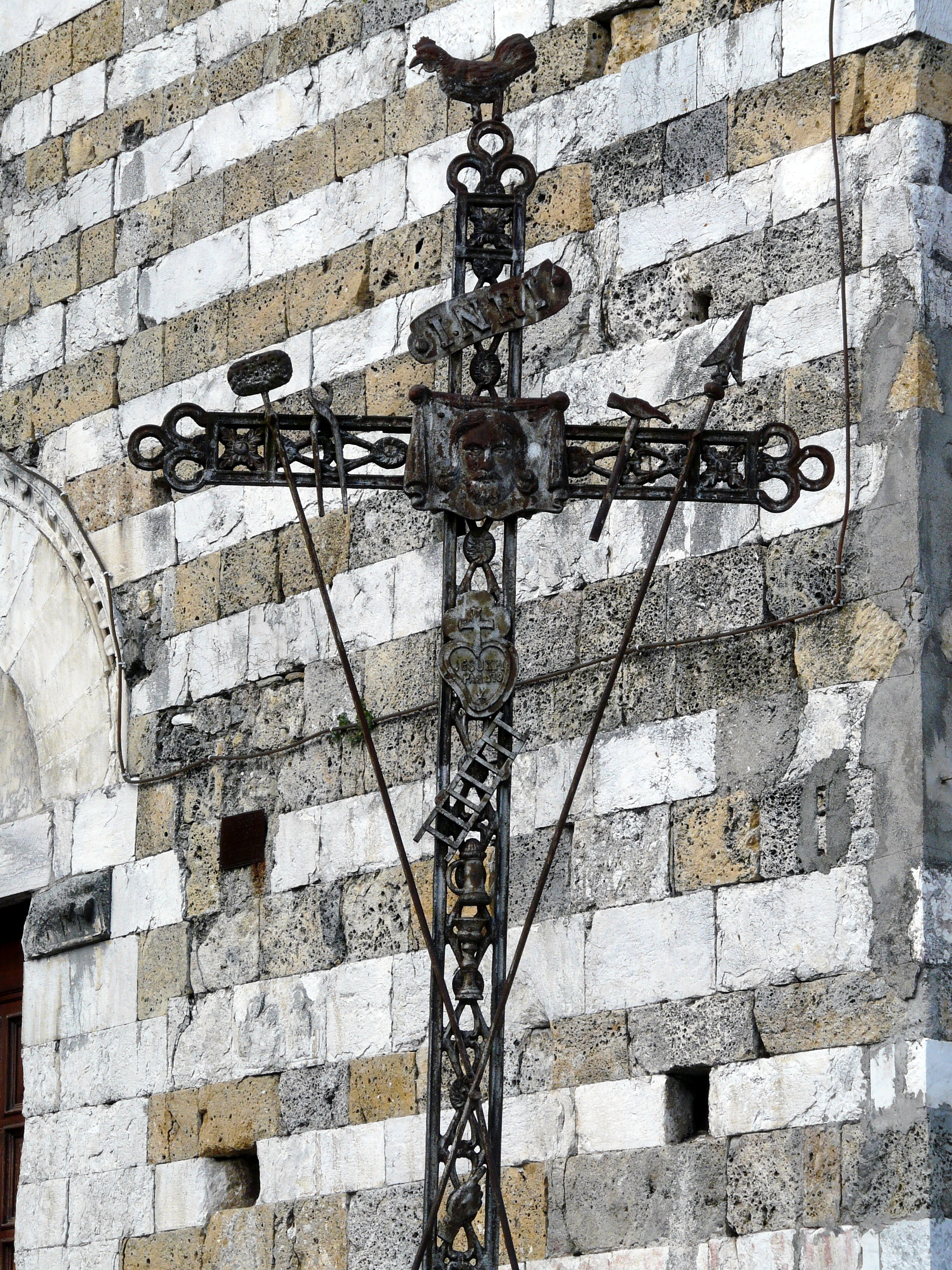
Conclusa una missione, la comunità erigeva una croce in ricordo della predicazione

Le origini delle missioni popolari risalgono alla seconda metà del Cinquecento, al tempo della Controriforma cattolica: i gesuiti si dedicarono a questa forma di apostolato sin dalle origini (Silvestro Landino, missionario in Garfagnana e Lunigiana, lasciò notevoli relazioni sulla sua attività); a essi si unirono i cappuccini, gli Oblati di Sant'Ambrogio istituiti da Carlo Borromeo per l'arcidiocesi di Milano, i dottrinari di César de Bus, che alla predicazione unirono l'istruzione catechistica.

### Seicento
Nel Seicento a Napoli sorsero numerosi sodalizi di preti missionari attivi in città e in tutto il regno: tra essi, i Pii operai di Carlo Carafa, i preti della Purità di Antonio Torres, le Apostoliche missioni di Sansone Carnevale.
I gesuiti, con Paolo Segneri e Antonio Baldinucci, perfezionarono la strategia da mettere in atto per questa forma di apostolato: le loro missioni, della durata di circa 8 giorni, si svolgevano tra la Pasqua e la fine di ottobre; la mattina andavano in processione a invitare la popolazione della parrocchia e delle zone vicine e al pomeriggio i fedeli convenuti, riuniti generalmente in uno spazio aperto, ascoltavano la catechesi e, alla sera, la predicazione. La missione si concludeva con una processione penitenziale e la comunione generale.
I cappuccini, come Giuseppe da Leonessa e Angelo d'Acri, si distinsero per il loro modo di predicare molto popolare.
La Francia, dove era forte la concorrenza della propaganda ugonotta, le riforme promosse dal Concilio di Trento non erano state applicate e il clero mostrava segni di profonda decadenza, fu un terreno fertile per le missioni popolari. Vi furono attivi i gesuiti (Julien Maunoir, Giovanni Francesco Régis), ma anche i cappuccini (incoraggiati da Giuseppe da Parigi) e i domenicani (soprattutto Antoine Le Quieu).
Nel 1617 Vincenzo de' Paoli fondò la Congregazione della Missione, il cui apostolato era rivolto soprattutto alla popolazione delle campagne e dei piccoli centri. Le loro missioni duravano non meno di due settimane e si svolgevano tra l'autunno e la fine della primavera; erano anche occasione di formazione per il clero e i catechisti del luogo e per organizzare confraternite di laici per l'assistenza alle persone in situazione di bisogno della parrocchia.
Sempre in Francia, sorsero la Congregazione di Gesù e Maria di Giovanni Eudes e l'Oratorio di Gesù di Pierre de Bérulle.

### Settecento
Il Settecento vide l'attività del francescano Leonardo da Porto Maurizio, che dove predicava diffondeva la pratica della Via Crucis, e la nascita di nuove congregazioni: i passionisti di Paolo della Croce, i redentoristi di Alfonso Maria de' Liguori, i monfortani di Luigi Maria Grignion de Montfort.
I domenicani avviarono le loro "missioni di San Vincenzo Ferreri".
In Spagna furono famose le missioni predicate dal cappuccino Diego Giuseppe da Cadice; Clemente Maria Hofbauer portò le missioni redentoriste in Polonia e nei paesi tedeschi. I gesuiti furono molto attivi in Svizzera, Tirolo e Baviera.

### Ottocento
Il periodo rivoluzionario interruppe l'attività missionaria che riprese timidamente sotto Napoleone (Società della Fede di Gesù, Padri del Sacro Cuore). Con la Restaurazione, in Francia le missioni popolari ebbero una imponente fioritura e divennero strumento per rievangelizzare la popolazione scristianizzata: sorsero i Missionari di Francia, i picpusiani, gli Oblati di Maria Immacolata di Eugène de Mazenod. Anche in Italia furono istituiti i Missionari del Preziosissimo Sangue di Gaspare del Bufalo, la Società dell'apostolato cattolico di Vincenzo Pallotti, gli Oblati di Maria Vergine di Pio Brunone Lanteri; si dedicarono alla predicazione delle missioni pure i futuri vescovi Vincenzo Maria Strambi, Antonio Maria Gianelli (fondatore degli Oblati di Sant'Alfonso) e Carlo Odescalchi.
Nella seconda metà dell'Ottocento, per la predicazione nelle zone scristianizzate, nacquero i Figli del Cuore Immacolato di Maria di Antonio María Claret y Clará, i Missionari di Nostra Signora di La Salette, i Missionari del Sacro Cuore di Gesù di Jules Chevalier; istituti simili nacquero fuori dall'Europa (Missionari di San Giuseppe del Messico, i Missionari domestici d'America, la Società dei missionari di San Paolo in Libano).
A opera del passionista Domenico della Madre di Dio e del rosminiano Luigi Gentili la pratica delle missioni fu introdotta anche in Irlanda e Gran Bretagna; grazie ai redentoristi, per esempio Giovanni Nepomuceno Neumann, le missioni divennero strumento per coltivare i cattolici immigrati negli Stati Uniti d'America.

### Novecento
Le missioni popolari nel corso del Novecento persero la rilevanza che avevano avuto nei secoli precedenti. La Chiesa tentò di rinnovare le tematiche e le strategie delle missioni discutendone anche in appositi congressi (in Francia e in Germania, a partire dagli anni '10).
Fu introdotta la pratica della Peregrinatio Mariae.
Acquistarono un certo rilievo le missioni predicate dai volontari della Pro Civitate Christiana, rivolta sia alle masse, sia a categorie particolari di persone.
Le missioni, comunque, smisero gradualmente di riguardare la totalità della popolazione della parrocchia; non ebbero più presa sulle persone più lontane dalla pratica religiosa, ma divennero un modo per ravvivare la fede dei praticanti più o meno tiepidi.

## Galleria d'immagini

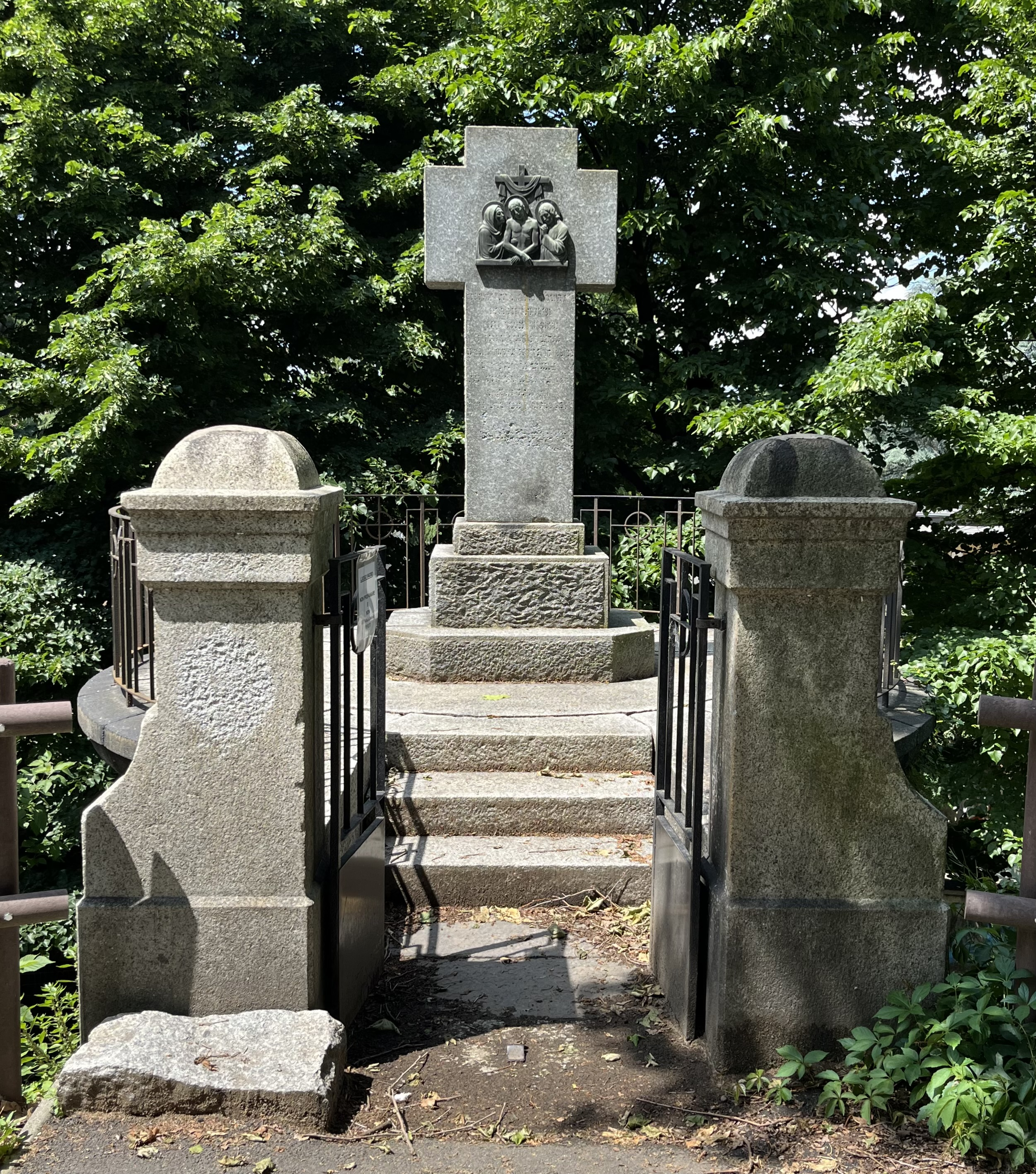
Croce commemorativa delle missioni a Novara, aprile 1952
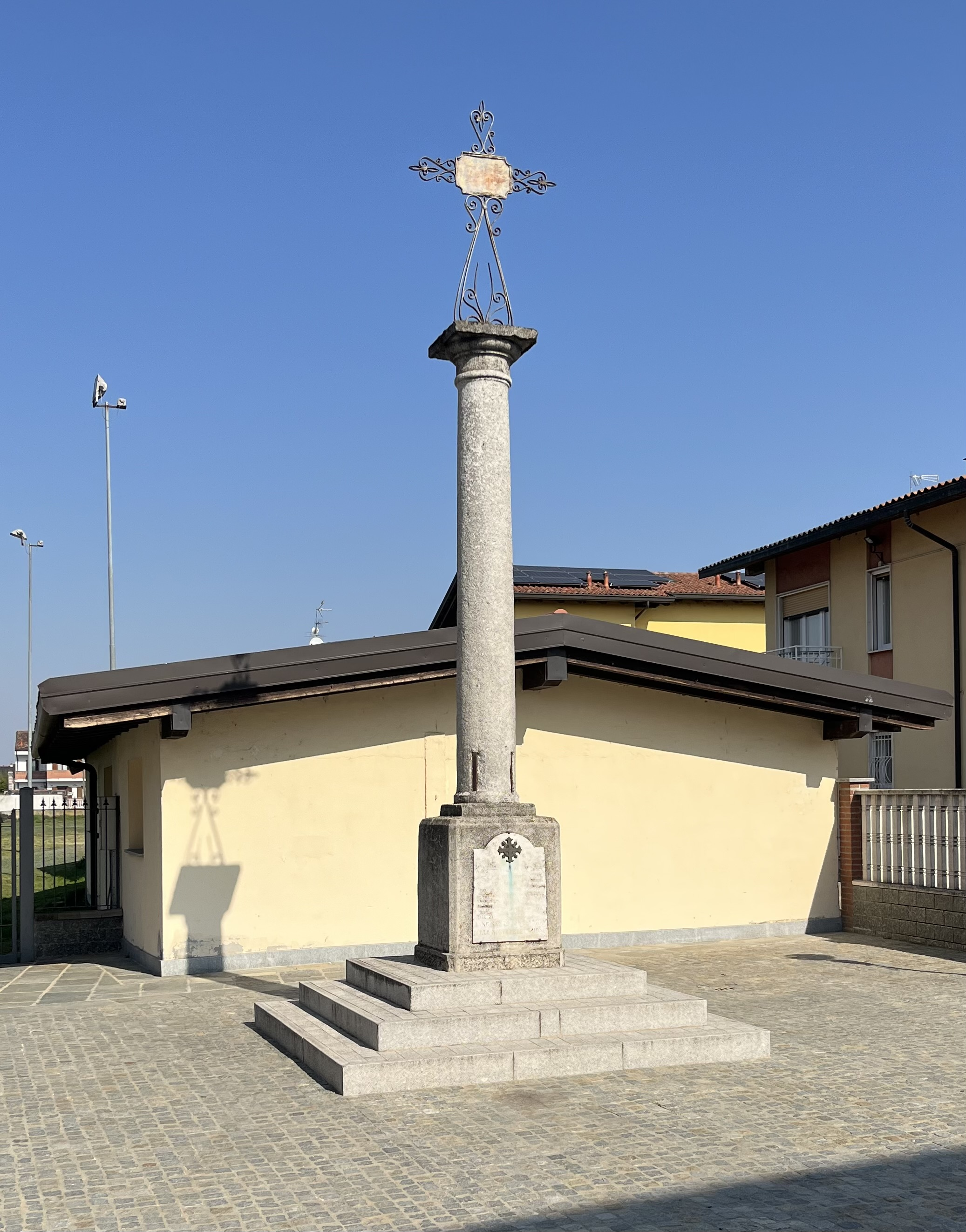
Croce commemorativa delle missioni a Garbagna Novarese, dicembre 1933-gennaio 1934